# Lepidochrysops longifalces
Lepidochrysops longifalces is een vlinder uit de familie van de Lycaenidae. De wetenschappelijke naam van de soort is voor het eerst geldig gepubliceerd in 1961 door Tite.